# Hôtel du Doyenné de Saint-Gatien

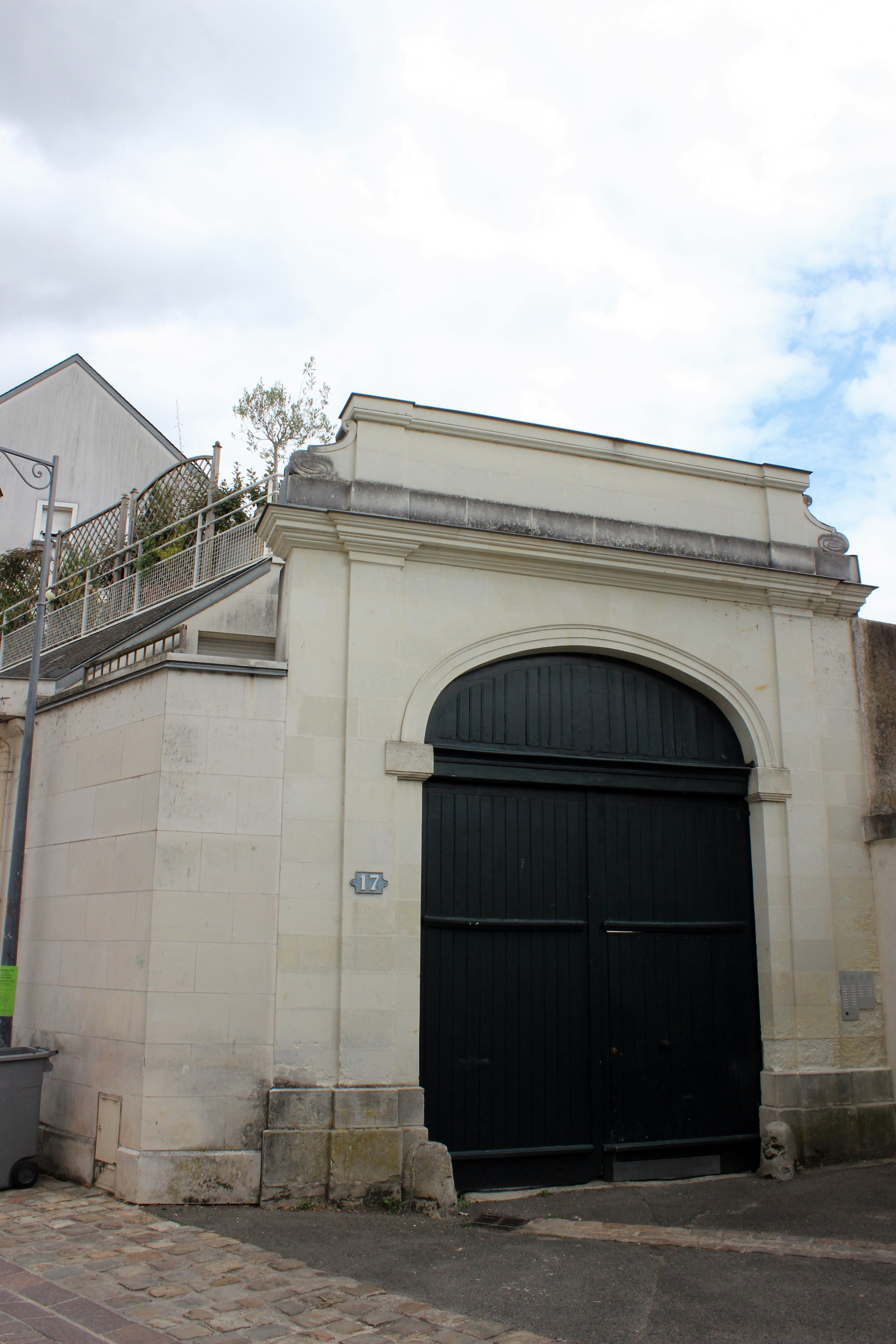

L'hôtel du Doyenné de Saint-Gatien est un hôtel particulier situé à Tours dans le Vieux-Tours, aux 17 rue Racine, rue Bazoche et rue Montaigne. Le monument fait l’objet d’une inscription au titre des monuments historiques depuis 1946.